# Garcinia kwangsiensis
Garcinia kwangsiensis là một loài thực vật có hoa trong họ Bứa. Loài này được Merr. ex F.N.Wei mô tả khoa học đầu tiên năm 1981.